# Ярослава Седлачкова
Ярослава Седлачкова (чеськ. Jaroslava Sedláčková), після одруження Ярослава Шимова (чеськ. Jaroslava Šímová, 21 червня 1946, Усті-над-Лабем, Устецький край) — чехословацька гімнастка, призерка Олімпійських ігор, чемпіонка світу.

## Біографічні дані
На Олімпіаді 1964 Ярослава Седлачкова зайняла 2-е місце в командному заліку. В індивідуальному заліку вона зайняла 11-е місце. Також зайняла 8-е місце — у вправах на брусах, 7-е — у вправах на колоді, 13-е — в опорному стрибку та 21-е — у вільних вправах.
1965 року за відсутності травмованої Віри Чаславської Седлачкова стала чемпіонкою Чехословаччини в індивідуальному заліку.
На чемпіонаті світу 1966 Ярослава Седлачкова завоювала золоту медаль в командному заліку. В індивідуальному заліку вона зайняла 5-е місце. Також зайняла 6-е місце у вправах на колоді.
1967 року у віці 21 рік через проблеми зі здоров'ям Ярослава Седлачкова завершила виступи.